# Tony Holiday
Pour les articles homonymes, voir Holiday.
Tony Holiday, de son vrai nom Rolf Peter Knigge, est un chanteur allemand né le 24 février 1951 à Hambourg et mort le 14 février 1990 du sida à Lausanne.

## Carrière artistique
Au cours des années 1970, après une activité de vendeur de textile et de styliste, il se lance dans la chanson. Ses premières compositions ne rencontrent pas le succès escompté. Celui-ci arrive en 1977 avec la reprise de la chanson italienne de Raffaella Carrà A far l'amore comincia tu, renommée Tanze Samba mit mir et qui reste durant des semaines en haut du hit-parade allemand. Les titres suivants sont des échecs.
En 1980, Tony Holiday connaît son deuxième et dernier succès avec Nie mehr allein sein (« Plus jamais seul ») qui est également une reprise de Sun of Jamaica du groupe Goombay Dance Band. Cette chanson a été à de nombreuses fois reprise, notamment par Jaïro, qui en fit une adaptation française avec Les jardins du ciel.
Holiday vécut son homosexualité dans la clandestinité. Il est mort à Lausanne à l'âge de 38 ans, dix jours avant son anniversaire.

## Tanze Samba mit mir
Ce tube connut une seconde vie  en 1999 en devenant la musique kitsch et lancinante du film de François Ozon Gouttes d'eau sur pierres brûlantes. Il avait été popularisé par Raffaella Carrà sous le titre A far l'amore comincia tu en 1976.

## Plus grands succès
- 1975 : Du hast mich heut' noch nicht geküsst
- 1976 : Den Appetit kannst du dir holen...doch gegessen wird zuhaus
- 1977 : Tanze Samba mit mir (« Liebelei »)
- 1978 : Disco Lady
- 1980 : Nie mehr allein sein (« Sun of Jamaica »)
- 1980 : Disco Donna
- 1981 : Rio (de Janeiro)
- 1983 : Dieselben Sterne leuchten
- 1984 : Urlaubsreif